# Vicariato apostólico de San Miguel de Sucumbíos
El vicariato apostólico de San Miguel de Sucumbíos (en latín: Vicariatus Apostolicus Sancti Michaëlis de Sucumbios) es una circunscripción eclesiástica de la Iglesia católica en Ecuador. Se trata de un vicariato apostólico latino, inmediatamente sujeto a la Santa Sede. Desde el 21 de noviembre de 2013 su vicario apostólico es el obispo Celmo Lazzari, de los Josefinos de Murialdo.

## Territorio y organización
El vicariato apostólico tiene 18 084 km² y extiende su jurisdicción sobre los fieles católicos de rito latino residentes en la mayor parte de la provincia de Sucumbíos.
La sede del vicariato apostólico se encuentra en la ciudad de Nueva Loja (también llamada Lago Agrio), en donde se halla la Catedral de Nuestra Señora del Cisne. 
En 2022 en el vicariato apostólico existían 14 parroquias.

## Historia
La prefectura apostólica de San Miguel de Sucumbíos fue erigida el 16 de abril de 1924 mediante el breve Ex hac beati del papa Pío XI, obteniendo el territorio del vicariato apostólico de Napo.
El 2 de julio de 1984 la prefectura apostólica fue elevada a vicariato apostólico mediante la bula Constat Praefecturam del papa Juan Pablo II.

## Estadísticas
De acuerdo al Anuario Pontificio 2023 el vicariato apostólico tenía a fines de 2022 un total de 155 428 fieles bautizados.
| Año                                                                             | Población            | Población | Población      | Sacerdotes | Sacerdotes    | Sacerdotes    | Bautizados por sacerdote | Diáconos permanentes | Religiosos | Religiosos | Parroquias |
| Año                                                                             | Bautizados católicos | Total     | % de católicos | Total      | Clero secular | Clero regular | Bautizados por sacerdote | Diáconos permanentes | Varones    | Mujeres    | Parroquias |
| ------------------------------------------------------------------------------- | -------------------- | --------- | -------------- | ---------- | ------------- | ------------- | ------------------------ | -------------------- | ---------- | ---------- | ---------- |
| 1950                                                                            | 9500                 | 11 000    | 86.4           | 7          |               | 7             | 1357                     |                      | 7          | 5          | 2          |
| 1966                                                                            | 15 000               | 15 000    | 100.0          | 10         |               | 10            | 1500                     |                      | 14         | 12         | 6          |
| 1970                                                                            | 15 400               | 15 500    | 99.4           | 7          |               | 7             | 2200                     |                      | 11         | 12         |            |
| 1973                                                                            | 25 243               | 26 582    | 95.0           | 12         |               | 12            | 2103                     |                      | 19         | 19         | 9          |
| 1980                                                                            | 32 875               | 35 210    | 93.4           | 13         | 1             | 12            | 2528                     |                      | 18         | 17         | 10         |
| 1990                                                                            | 50 800               | 55 600    | 91.4           | 17         | 3             | 14            | 2988                     |                      | 20         | 24         | 14         |
| 1999                                                                            | 129 748              | 133 948   | 96.9           | 14         | 6             | 8             | 9267                     | 2                    | 17         | 23         | 50         |
| 2000                                                                            | 101 355              | 139 800   | 72.5           | 14         | 6             | 8             | 7239                     | 2                    | 18         | 22         | 38         |
| 2001                                                                            | 106 828              | 147 446   | 72.5           | 13         | 6             | 7             | 8217                     | 6                    | 17         | 22         | 47         |
| 2002                                                                            | 106 828              | 147 446   | 72.5           | 13         | 5             | 8             | 8217                     | 6                    | 18         | 28         | 44         |
| 2003                                                                            | 104 078              | 130 096   | 80.0           | 13         | 5             | 8             | 8006                     | 5                    | 15         | 28         | 46         |
| 2004                                                                            | 109 646              | 128 995   | 85.0           | 13         | 5             | 8             | 8434                     | 5                    | 14         | 26         | 46         |
| 2010                                                                            | 111 000              | 139 000   | 79.9           | 17         | 6             | 11            | 6529                     | 12                   | 18         | 24         | 41         |
| 2014                                                                            | 161 000              | 179 400   | 89.7           | 26         | 12            | 14            | 6192                     | 8                    | 22         | 23         | 28         |
| 2017                                                                            | 152 575              | 186 900   | 81.6           | 17         | 9             | 8             | 8975                     | 8                    | 14         | 23         | 14         |
| 2020                                                                            | 150 137              | 195 170   | 76.9           | 21         | 10            | 11            | 7149                     | 7                    | 22         | 18         | 14         |
| 2022                                                                            | 155 428              | 230 503   | 67.4           | 23         | 13            | 10            | 6757                     | 6                    | 15         | 18         | 16         |
| Fuente: Catholic-Hierarchy, que a su vez toma los datos del Anuario Pontificio. |                      |           |                |            |               |               |                          |                      |            |            |            |

## Episcopologio
- Pacifico del Carmine, O.C.D. † (21 de mayo de 1937-1954 renunció)
- Manuel Gómez Frande, O.C.D. † (18 de febrero de 1955-1 de agosto de 1968 falleció)
- Gonzalo López Marañón, O.C.D. † (26 de junio de 1970-30 de octubre de 2010 retirado)
  - Sede vacante (2010-2013)[nota 2]
- Celmo Lazzari, C.S.I., desde el 21 de noviembre de 2013 hasta 07 de enero de 2025
- Moacir Goulart de Figueredo, M.S.C., desde 08 de enero de 2025 hasta la actualidad